# Nücü
Nücü è un comune dell'Azerbaigian situato nel distretto di Lerik. Conta una popolazione di 854 abitanti.